# Molophilus (Molophilus) amiculus
Molophilus (Molophilus) amiculus is een tweevleugelige uit de familie steltmuggen (Limoniidae). De soort komt voor in het Australaziatisch gebied.